# María del Rosario Espinoza Espinoza
María del Rosario Espinoza Espinoza (Guasave, Mèxic 1987) és una taekwondista mexicana, guanyadora de dues medalles olímpiques.

## Biografia
Va néixer el 29 de novembre de 1987 a la ciutat de Guasave, població situada a l'estat de Sinaloa (Mèxic). D'ascendència humil, va començar a practicar taekwondo als cinc anys.

## Carrera esportiva
Espinoza va guanyar la seva primera competició internacional al Campionat Panamericà Juvenil del 2003 que es va fer a Rio de Janeiro. Més tard va prendre part en tornejos Open al Canadà, França i Alemanya.
Va participar, als 20 anys, en els Jocs Olímpics d'Estiu de 2008 realitzats a Pequín (República Popular de la Xina), on va aconseguir guanyar la medalla d'or en la categoria femenina de pes pesant en derrotar la noruega Nina Solheim. Es convertia, així, en la segona dona mexicana en obtenir una medalla d'or olímpica, després que l'aixecadora de pes Soraya Jiménez ho fes en els Jocs de Sidney 2000.
En els Jocs Olímpics d'Estiu de 2012 celebrats a Londres (Regne Unit) fou l'abanderada de la delegació mexicana en la cerimònia d'obertura dels Jocs i va aconseguir guanyar la medalla de bronze en la categoria +67kg, davant la cubana Glenhis Hernández. Quatre anys més tard va obtenir la medalla de plata als Jocs Olímpics de Rio 2016.
Al llarg de la seva carrera ha guanyat un títol en el Campionat del Món de taekwondo, en els Jocs Panamericans i en els Jocs Centreamericans i del Carib.